# Bitwa pod Verchen
Bitwa pod Verchen (w polskich źródłach też jako Bitwa pod Wierzchnem nad Jeziorem Komorowskim) - jedna z najważniejszych bitew, do których doszło w czasie powstania Obodrytów przeciwko księciu saskiemu i bawarskiemu Henrykowi Lwu 6 lipca 1164 w Verchen u brzegów jeziora Kummerower See.  
W roku 1164 doszło w Meklemburgii do wybuchu powstania władcy Obodrytów księcia Przybysława przeciwko księciu saskiemu Henrykowi Lwu, który pozbawił go należnego dziedzictwa po swoim ojcu. Po zdobyciu przez powstańców grodów Meklemburg, Quetzin i Malchow, Henryk rozpoczął kampanię przeciwko Przybysławowi. W tym samym czasie sojusznik Henryka, król duński Waldemar I Wielki zapobiegł przyłączeniu się do powstania żyjącego na terenie Rugii ludu Ranów. Przybysława wsparli natomiast książęta pomorscy Kazimierz I dymiński oraz Bogusław I.
Wydzielone oddziały Henryka dowodzone przez hrabiego Adolfa II Holsztyńskiego, Reinholda von Dithmarschen, Guncelina I von Schwerin oraz Christiana I von Oldenburga pomaszerowały w kierunku Demmin. Na początku lipca 1164 r. oddziały te założyły obóz pod Verchen nad Kummerower See. Siły główne Henryka miały dotrzeć tu później. 
Rankiem 6 lipca 1164 r. wojowie słowiańscy skierowali się w kierunku obozu, zamierzając przeprowadzić atak z zaskoczenia, z kierunku, z którego spodziewano się nadejścia sił Henryka. Obecność Słowian została wykryta przez żołnierzy wysłanych z obozu po żywność. Pierwszy atak zakończył się niepowodzeniem, gdyż Słowian w porę dostrzeżono z obozu. Ostatecznie udało się im zająć obóz. W walce śmierć ponieśli Adolf II oraz Reinhold von Dithmarschen. Po zajęciu obozu Słowianie rzucili się do jego plądrowania. Zamieszanie to wykorzystali pozostali dowódcy niemieccy Guncelin I oraz Christian I von Oldenburg, którym udało się zgromadzić wokół siebie 300 ludzi, z których pomocą uderzyli na obóz, gdzie broniły się jeszcze resztki ich towarzyszy. Po ciężkiej walce Słowian wyparto z obozu, a następnie całkowicie rozbito. Straty słowiańskie według Helmolda von Bosau wyniosły 2500 zabitych. Reszta oddziałów obotrycko-pomorskich wycofała się do Demmin.
Gdy na miejscu pojawił się Henryk wraz ze swoimi siłami, bitwa była już zakończona. Władca wyruszył więc w kierunku Demmin, ścigając Słowian. Ci zdążyli już jednak ten gród spalić i wycofali się w głąb kraju. Nie napotykając oporu Henryk pomaszerował wzdłuż rzeki Peene do Klasztoru Stolpe, gdzie spotkał się z królem Waldemarem I Wielkim, gdzie doszło do zawarcia pokoju.
Książęta pomorscy Kazimierz I i Bogusław I stali się lennikami Henryka, otrzymując od niego Demmin. Do śmierci (1180 - Kazimierz i 1181 - Bogusław) pozostali jego sojusznikami. W roku 1167 zależność lenną uznał Przybysław, który uzyskał od Henryka większą część należnych mu ziem, stając się jego lojalnym lennikiem.